# Der Todeswirbel
Der Todeswirbel (Originaltitel Taken at the Flood) ist der 38. Kriminalroman von Agatha Christie. Er erschien zuerst in den USA bei Dodd, Mead and Company unter dem Titel There Is a Tide im März 1948 und im Vereinigten Königreich im November 1948 unter seinem Originaltitel. Der Scherz Verlag (Bern) veröffentlichte 1950 die deutsche Erstausgabe in der Übersetzung von Renate Hertenstein. 2022 erschien im Atlantik Verlag eine Neuübersetzung von Michael Mundhenk.
Es ermittelt Hercule Poirot in seinem 23. Roman.

## Literarische Bezüge
Die Handlung um den heimgekehrten Ehemann lehnt sich an Alfred Tennysons bekanntes Versepos Enoch Arden an.
Sowohl der Originaltitel als auch der amerikanische Titel gehen auf einen Vers aus Shakespeares Drama Julius Caesar zurück:
There is a tide in the affairs of men,

Which, taken at the flood, leads on to fortune,

Omitted, all the voyage of their life

Is bound in shallows and in miseries.

On such a full sea are we now afloat,

And we must take the current when it serves,

Or lose our ventures.
Der Strom der menschlichen Geschäfte wechselt;

Nimmt man die Flut wahr, führet sie zum Glück;

Versäumt man sie, so muß die ganze Reise

Des Lebens sich durch Not und Klippen winden.

Wir sind nun flott auf solcher hohen See

Und müssen, wenn der Strom uns hebt, ihn nutzen;

Wo nicht, geht unser schwimmend Gut verloren.

Übersetzt von August Wilhelm von Schlegel

## Handlung
Lynn Marchmont, frisch von der Royal Navy demobilisiert, hat Schwierigkeiten, sich mit dem dörflichen Leben in Warmsley Vale wieder anzufreunden. Sie ist mit ihrem Cousin Rowley Cloade verlobt, einem der vielen Familienmitglieder der Cloades, die im Dorf leben. Alle Familienmitglieder sind von den regelmäßigen Zahlungen Gordon Cloades, eines alten Junggesellen, abhängig. Sie erwarten seinen baldigen Tod und sein umfangreiches Erbe. Plötzlich heiratet er auf einer Amerikareise Rosaleen Underhay, die junge und schöne Witwe von Robert Underhay. Beide kehren nach London zurück und werden Opfer eines Bombenangriffs. Gordon Cloade stirbt, seine Frau überlebt leicht verletzt. Durch die Heirat ist das Testament Cloades ungültig geworden, ein neues hat er nicht aufgesetzt. Rosaleen ist seine Alleinerbin. Das Ausbleiben der Zahlungen Cloades und die Wirtschaftskrise am Ende des Krieges stürzen sämtliche Familienmitglieder in eine tiefe Finanzkrise. Rosaleen und ihr Vermögen werden von ihrem Bruder David eifersüchtig bewacht. Trotzdem gelingt es fast allen Familienmitgliedern, einschließlich Lynns Mutter Adela, kleinere Geldbeträge bei Rosaleen zu erschleichen. David weigert sich aber, Frances zu helfen, deren Ehemann Jeremy große Summen veruntreut hat und vor dem völligen Ruin steht.
Die Ankunft eines Mannes im Dorf, der sich selbst Enoch Arden nennt, verändert die Lage schlagartig. Enoch Arden erpresst David mit der Behauptung, dass Rosaleens erster Mann noch lebe und er wisse, wo er sich aufhalte. Dies würde bedeuten, dass die Ehe von Rosaleen mit Cloade ungültig wäre und das Erbe an die Familie fallen würde. Nur wird dieses Gespräch von der Wirtin des Gasthofes Beatrice Lippincot belauscht, die sofort Rowley darüber informiert. Später wird Enoch Arden ermordet in seinem Zimmer aufgefunden.
Rowley bittet Poirot herauszufinden, ob Enoch Arden der erste Mann von Rosaleen war. Poirot erinnert sich an einen Besuch in einem Londoner Klub und bittet Major Porter, der dort behauptet hatte, Underhay zu kennen, den Toten zu identifizieren. Rosaleen sagt klar, der Tote sei nicht ihr erster Mann. Porter besteht darauf, dass es sich um Underhay handle.
Rosaleen hat ein offensichtlich starkes Alibi für die Zeit des Mordes, weil sie an diesem Abend in ihrer Londoner Wohnung war. David dagegen hat nur ein schwaches Alibi: Für einen Tag aus London gekommen, trifft er Lynn, als er versucht, den letzten Zug nach London um 21.20 Uhr zu erreichen. Er ruft sie aus der Londoner Wohnung kurz nach 23 Uhr an. Weil bekannt ist, dass der Mord kurz vor 21 Uhr verübt worden ist, hätte er der Täter sein können; er hätte die Gelegenheit und ein Motiv gehabt.
Als die Ermittlungen ergeben, dass eine stark geschminkte Frau mit einem orangen Kopftuch Enoch Ardens Zimmer um 22 Uhr verlassen hat, ändert sich Davids Lage. Die Ermittlungen erstrecken sich nun wieder auf die weiblichen Mitglieder der Cloade-Familie.
Das Verhalten der Verdächtigen wird unberechenbar. Lynn, mit Rowley verlobt, scheint sich in David verliebt zu haben. Es gibt Hinweise, dass sich Rowley zu Rosaleen hingezogen fühlt, die jedoch von Schuldgefühlen zerfressen wird. Major Porter stirbt durch Suizid, hinterlässt aber keinen Abschiedsbrief. Nach Porters Tod kommt ans Licht, dass Arden in Wirklichkeit Charles Trenton war, ein Großcousin von Frances Cloade. Diese hatte die Idee, Rosaleen zu erpressen, nachdem sie von ihrem Mann die Geschichten des Majors Porter gehört hatte. Damit ist die Identität Enoch Ardens zwar geklärt, es ist aber immer noch nicht klar, wer ihn ermordet hat und wer Major Porter dazu brachte, eine falsche Identifikation der Leiche vorzunehmen.
Rosaleen wird vergiftet aufgefunden. Der ermittelnde Beamte, Superintendent Spence, erwägt, dass sie die Mörderin gewesen sei; die Polizei war so auf David fokussiert, dass sie nie wirklich verdächtigt wurde. Lynn geht zu Rowley, um ihm zu sagen, dass sie die Verlobung lösen wolle und David heiraten werde. Rowley reagiert heftig und versucht Lynn zu erwürgen. Poirot kann ihn stoppen. David kommt dazu und Poirot klärt den Fall auf: Rowley hatte Enoch Arden in seinem Zimmer aufgesucht und die große Ähnlichkeit mit Frances Cloade bemerkt. Er reagierte verärgert über das erpresserische Spiel, das hier gespielt wurde. Arden, von Rowley geschubst, stolperte und fiel gegen die Kamineinfassung. Rowley erkannte die Möglichkeit, den verhassten David zu belasten. Er positionierte den Schürhaken und hinterließ Davids Feuerzeug, das dieser ein paar Tage zuvor bei Rowley vergessen hatte. Dann überredete er Porter, die falsche Identifikation vorzunehmen. Porter wurde später von Schuldgefühlen übermannt und tötete sich selbst, einen Abschiedsbrief hinterlassend, den Rowley jedoch vernichtete. Rowley war damit in zwei Todesfälle verwickelt: den Unfalltod Ardens und den Selbstmord Porters. 
David hatte Enoch Ardens Leiche kurz nach dem Todesfall gefunden. Dass er verdächtigt werden würde, war ihm klar. Auf der Suche nach einem Alibi versuchte er den Zug um 21.20 Uhr nach London zu erreichen, verpasste ihn jedoch. Beim zufälligen Treffen mit Lynn sah diese zwar den Rauch des abfahrenden Zuges, er redete ihr aber ein, dass er noch Zeit habe. Dann, zum Gasthof Hirschen zurückkehrend, verkleidete er sich als Frau und spielte die Szene, die vorspiegeln sollte, dass der Mord am späteren Abend stattgefunden habe. Er kehrte zum Bahnhof zurück, fingierte bei Lynn einen Anruf aus London und fuhr mit dem Morgenzug nach London zurück.
Der einzige echte Mord ist der Tod von Rosaleen. David hätte kein Motiv gehabt, seine eigene Schwester zu töten, mit ihrem Tod wäre Gordon Cloades Erbe für ihn verloren gewesen. Doch die Frau, die als „Rosaleen“ auftrat, war nicht seine Schwester. Seine Schwester war gemeinsam mit ihrem Mann bei dem Bombenangriff getötet worden. „Rosaleen“ war ein irisches Hausmädchen von Gordon Cloade, wurde die Geliebte von David und dann seine widerwillige und von schlechtem Gewissen geplagte Komplizin auf der Jagd nach Gordon Cloades Erbe. David sah die Gelegenheit, seine tendenziell unzuverlässige Komplizin zu töten und Lynn, die ihn offenbar liebte, zu heiraten. Sie würde ihren Anteil am Erbe haben.
Damit haben sich drei Verschwörungen aufgelöst: David – Hausmädchen, Frances – Charles und Rowley – Porter. David wird vor Gericht gestellt. Rowleys Verurteilung wird dank Poirots juristischen Kenntnissen verhindert. Rowley und Lynn, die Rowleys Versuch, sie zu erwürgen, als Liebe und als Aussicht auf eine nicht von Langeweile geprägte Ehe interpretiert, werden heiraten.

## Die Hauptpersonen
- Hercule Poirot, der belgische Detektiv
- Superintendent Spence, der ermittelnde Kriminalbeamte
- Sergeant Graves, Spences Assistent
- George, Poirots Diener
- Rosaleen Cloade, frühere Mrs. Robert Underhay, eine vermögende junge Witwe
- David Hunter, Rosaleens Bruder
- Jeremy Cloade, ein Rechtsanwalt
- Frances Cloade, Jeremys Frau
- Lionel Cloade, ein Arzt
- Katherine Cloade, Lionels Frau
- Rowley Cloade, ein Landwirt
- Lynn Marchmont, ein ehemaliges Mitglied der Royal Navy und Braut von Rowley
- Adela Marchmont, Lynns Mutter
- Beatrice Lippincott, die Wirtin des Gasthofs „Zum Hirschen“
- Major Porter, eine Nervensäge aus einem Londoner Klub
- Enoch Arden, ein Erpresser
- Mrs. Leadbetter, eine Bewohnerin des Gasthofs „Zum Hirschen“

## Verfilmungen
- 2006 wurde der Roman in der Reihe Agatha Christie’s Poirot mit David Suchet als Poirot verfilmt. Es ist die 4. Folge der 10. Staffel.

- Gold und Schwefel, der fünfte Teil (2011) der französischen Fernsehserie Kleine Morde, ist auch eine Adaption von "Der Todeswirbel". Die Kriminalfälle sind für die Serie in das Frankreich der 30er Jahre versetzt worden – darüber hinaus sind die handelnden Personen ausgetauscht worden. So ermittelt auch nicht Hercule Poirot, sondern der Superintendent Larosière gemeinsam mit dem jungen Inspektor Lampion.